# Cruis'n USA
Cruis'n USA est un jeu vidéo de course sorti en 1994 sur arcade, puis adapté sur Nintendo 64 et sur la console virtuelle de la Wii. Le jeu a été développé par Midway Manufacturing Company et édité par Nintendo.
Le jeu fait partie de la série Cruis'n.